# 長崎県立五島南高等学校
長崎県立五島南高等学校（ながさきけんりつごとうみなみこうとうがっこう, Nagasaki Prefectural Goto Minami High School）は、長崎県五島市岐宿町川原にある県立高等学校。

## 設置学科
- 全日制課程
  - 普通科

## 校訓
- 「誠実、努力、積極」

## 校歌
- 作詞: 風木雲太郎
- 作曲: 寺崎良平
- 3番まである。
- 歌詞はこちらを参照。

## 沿革
- 1950年（昭和25年）8月15日 - 長崎県立五島高等学校岐宿分校が開校（定時制課程普通科・4年制）。岐宿町立（現・五島市立）岐宿中学校（岐宿町岐宿郷2401）に併設。
  - 第1学年53名入学許可。夜間授業を行う。
- 1957年（昭和32年）9月 - 岐宿分校暫定独立校舎建設し、移転（岐宿郷2525）。
- 1958年（昭和33年）4月 - 昼間授業に切り替える。
- 1964年（昭和39年）4月 - 全日制分校に切り替える。
- 1966年（昭和41年）4月 - 川原校舎新築第1期工事が完了（普通教室6、管理室等4）。
- 1967年（昭和42年）
  - 3月 - 川原校舎第2期工事が完成。（理科室3、家庭科室2、社会科室1、各準備室4）「叡智の泉」を設置。
  - 4月 - 長崎県立五島高等学校から分離独立し、長崎県立五島南高等学校が開校。
- 1968年（昭和43年）1月 - 川原校舎第3期工事が完了（普通教室3、図書室、保健室、カウンセラー室、格技場、音楽室、倉庫）。
- 1970年（昭和45年）3月 - 体育館が完成。
- 1973年（昭和48年）12月 - 部室が完成。
- 1975年（昭和50年）1月 - 武道場が完成。
- 1976年（昭和51年）11月 - 創立10周年記念式典。記念碑設置。
- 1977年（昭和52年）3月 - 第4期工事が完了（普通教室3）。
- 1980年（昭和55年）3月 -第2グラウンドが完成。
- 1982年（昭和57年）
  - 3月 - 管理棟と視聴覚室が完成。
  - 11月 - 2階渡り廊下設置が完成。
- 1983年（昭和58年）12月 - 北門が完成。
- 1986年（昭和61年）11月 - 創立20周年・開校37周年記念式典。
- 1987年（昭和62年）11月 - 情報処理室を整備。
- 1988年（昭和63年）2月 - 記念碑を移転。
- 1996年（平成8年）11月 - 創立30周年・開校47周年記念式典。
- 1998年（平成10年）9月 - 駐輪場を改築（体育館脇北側）。
- 2008年（平成20年）2月 - 校舎外壁を改修。
- 2010年（平成22年）11月 - 普通教室棟耐震化工事が完了。
- 2018年（平成30年）4月1日 - 単位制を導入。普通科に不登校生徒を全国から受け入れる「夢トライコース」を新設[1]。

## 部活動

### 運動部
- 軟式野球部
- バレーボール部（女）
- バスケットボール部（男・女）
- 硬式テニス部（男・女）
- バレーボール同好会（男）
- バドミントン同好会（男・女）

### 文化部
- 吹奏楽同好会
- 図書部
- ボランティア部

## アクセス
- 五島自動車「南高前」バス停
- 国道384号

## 周辺
- 五島市立川原小学校
- 五島市立岐宿中学校
- 岐宿川原郵便局